# 埼玉県サッカー協会
公益社団法人 埼玉県サッカー協会（こうえきしゃだんほうじんさいたまけんサッカーきょうかい）は、埼玉県教育委員会所管の公益社団法人で、埼玉県内で開催されるサッカー大会などを開催する機関。

## 概要
- 1946年（昭和21年）9月1日 - 埼玉県蹴球聯盟として設立。
- 1947年（昭和22年） - 埼玉県蹴球協会と改称。
- 1976年 - 埼玉県サッカー協会と改称。
- 2019年（平成31年） - 埼玉県立騎西高等学校跡地にトレセン、埼玉県サッカー協会フットボールセンターがオープン。

## 役員

### 会長
- 鈴木茂

## 主な主催大会
- 埼玉県サッカー選手権大会
- 埼玉県大学サッカーリーグ
- 選抜高校女子サッカー大会
- さいたまシティカップ